# Fox (Alaska)
Fox és una concentració de població designada pel cens dels Estats Units a l'estat d'Alaska. Segons el cens del 2007 tenia 353 habitants.

## Demografia
Segons el cens del 2000, Fox tenia 300 habitants, 119 habitatges, i 71 famílies La densitat de població era de 8,5 habitants/km².
Dels 119 habitatges en un 34,5% hi vivien nens de menys de 18 anys, en un 49,6% hi vivien parelles casades, en un 6,7% dones solteres, i en un 39,5% no eren unitats familiars. En el 31,1% dels habitatges hi vivien persones soles el 2,5% de les quals corresponia a persones de 65 anys o més que vivien soles. El nombre mitjà de persones vivint en cada habitatge era de 2,52 i el nombre mitjà de persones que vivien en cada família era de 3,19.
Per edats la població es repartia de la següent manera: un 28,3% tenia menys de 18 anys, un 5% entre 18 i 24, un 32,7% entre 25 i 44, un 30% de 45 a 60 i un 4% 65 anys o més.
L'edat mediana era de 36 anys. Per cada 100 dones hi havia 117,4 homes. Per cada 100 dones de 18 o més anys hi havia 133,7 homes.
La renda mediana per habitatge era de 51.176 $ i la renda mediana per família de 64.107 $. Els homes tenien una renda mediana de 39.297 $ mentre que les dones 22.273 $. La renda per capita de la població era de 22.689 $. Cap de les famílies i el 8,7% de la població estaven per davall del llindar de pobresa.

## Poblacions més properes
El següent diagrama mostra les poblacions més properes.